# Бінцаровська Алла Іванівна
А́лла Іва́нівна Бінцаро́вська (нар. 24 серпня 1975, м. Тернопіль) — український поет-пісняр, сценарист, режисер концертів, тематичних вечорів, свят, шоу-програм, фестивалів, музичних фільмів та різноманітних акцій. Автор поетичних збірок.

## Життєпис
Перший вірш написала ще у школі. Займалася в літературній студії «Троянди юності», що діяла при колишньому Палаці піонерів (тепер Центр творчості дітей та юнацтва) в Ярослава Петровича Мельничука.
З 1992 по 2007 працювала у Центрі дитячої творчості на посаді методиста відділу музично-естетичного виховання та художнього керівника театру пісні.
З 2007 року — начальник відділу культури та творчої самореалізації молоді Тернопільського національного економічного університету.
Художній керівник народного художнього театру пісні «Для тебе» (молодіжні гурти «Струни серця», «Горизонт», «Елегія», дитячі гурти «Кралечки» і «Краплинки»).

## Творчість
Автор збірки пісень для дітей та молоді «Не залишай мене, дитинство», збірок пісенної лірики «Пісня крилата — душа України», «Усмішка матусі».
Співавтор збірки «Джерельця дитинства» (2006), друкувалась в альманахах «Літературний Тернопіль», «Подільська толока», серії збірок пісень «Мелодії Тернового поля».

## Відзнаки
- Лауреат премії імені В. Вихруща (2002),
- Лауреат Всеукраїнського фестивалю мистецтв «Червона калина» (2008),
- Лауреат регіонального фестивалю-конкурсу «Прем'єр–фест» (2012),
- Дипломант та лауреат Міжнародного літературного конкурсу «Коронація слова».[3]